# Scaphyglottis sessiliflora
Scaphyglottis sessiliflora är en orkidéart som beskrevs av Bryan Roger Adams. Scaphyglottis sessiliflora ingår i släktet Scaphyglottis och familjen orkidéer. Inga underarter finns listade i Catalogue of Life.